# 嘉進投資國際
嘉進投資國際有限公司，簡稱嘉進投資國際（英語：PROSPERITY INVESTMENT HOLDINGS LIMITED，港交所：0310），在1991年成立當時為「新鴻基中國工業有限公司」，現時由劉高原（著名演員劉高琮（藝名蘇施黃）之兄）家族持有，主要業務現時持有股本或與股本有關之投資，並向該等所投資公司提供管理服務。
在2005年，由劉高原家族及有關人士收購本公司股權，現時總部香港灣仔港灣道6-8號瑞安中心2701室。持有企業包括：煙台巨力異氰酸酯有限公司、漢華專業服務集團等。主席為成海榮。

## 歷史

### 金源創展集團
2000年7月17日，由德眾企業投資有限公司更名為金源創展集團有限公司，簡稱金源創展集團（英語：GR Investment Holdings Limited，當時由金源米業國際有限公司旗下金融公司，主要業務當時持有股本或與股本有關之投資，並向該等所投資公司提供管理服務。

### 金源投資國際
在2005年3月15日，由金源創展集團有限公司換取百慕達註冊上市而來，簡稱金源投資國際（英語：GR Investment International Limited），當時由金源米業國際有限公司旗下金融公司，主要業務當時持有股本或與股本有關之投資，並向該等所投資公司提供管理服務。

### 嘉進投資國際
在2005年，由劉高原家族及有關人士收購本公司股權，所有董事一併辭退，更名為嘉進投資國際有限公司至今。

## 外部連結
- Irasia.com/listco/hk/prosperityinv（页面存档备份，存于）
- 嘉进投资大股东49%股权易手（页面存档备份，存于）
- 嘉进投资联合深创投注资TDI生产商烟台巨力（页面存档备份，存于）